# جوشوا بيل
جوشوا ديفيد بيل (بالإنجليزية: Joshua Bell)‏، من مواليد (9 ديسمبر 1967)، هو عازف كمان وكوندكتر أمريكي حائز على جائزة غرامي.

## طفولة
ولد بيل في بلومينغتون، إنديانا، الولايات المتحدة، وهو ابن آلان بيل -معالج نفسي و أستاذ فخري في جامعة إندينا و باحث في معهد كينزي و أمه شيرلي بيل المعالجة.
بدأ بيل أخذ دروس الكمان في سن الرابعة بعد أن اكتشفت والدته أن ابنها قد جمع المطاط من جميع أنحاء المنزل وقام بشدهم على مقابض الدولاب و قام بالعزف عليهم محاولا تقليد عزف أمه على البيانو. فحصل والداه له على كمان بحجم صغير يناسب ابنهما ذو الخمس سنوات من العمر و بدأ بإعطائه الدروس. عاش بيل طفولة مثل أي طفل في إنديانا، لعب ألعاب الفيديو، و تفوق في الألعاب الرياضية، التنس والبولينج، نافس في بطولة التنس الوطنية في سن العاشرة.
أول معلمة لجوشوا كانت دونا بريشت، أرملة أحد أعضاء هيئة تدريس جامعة إنديانا، كلية الموسيقى المعلم والتر بريتش.الثانية كانت ميمي تسفايغ، ثم إنه تحول إلى عازف الكمان والمدرب جوزيف جينجولد. و الذي قبل تدريبه بعد أن أكد والديه أنهم لا يرغبون في تحويله إلى نجم لم ولكن ببساطة يريدون له أن يكون أفضل معلم لقدراته. بعمر الثانية عشر اتضحت جدية بيل ويعود الفضل في ذلك إلى إلهام جينجولد.
في سن ال 14، ظهر بيل عزفا منفردا على البيانو مع أوركسترا فيلادلفيا التي أجراها ريكاردو موتي. درس الكمان في مدرسة جامعة إنديانا جاكوبس للموسيقى، في حين تمكنت من التخرج من المدرسة العليا بلومينغتون الشمالية في عام 1984، وفي عام 1989، حصل على دبلوم بيل الفنان في الأداء الكمان من جامعة انديانا. مدرسته الأم كرمت أيضا له جائزة الخدمة المتميزة خريجي عامين فقط بعد تخرجه. وقد عين على «إنديانا الأسطورة الحية»، وتلقى حاكم ولاية انديانا في جائزة الفنون.

## سيرته المهنية
أدلى جوشوا بيل أول ظهور له في قاعة كارنيجي في عام 1985 مع أوركسترا سانت لويس السمفونية. وقد أجريت منذ ذلك الحين مع الاقتباس كلها تقريباً حاجة من الفرق الموسيقية الكبرى في العالم والموصلات. وتكرس وبالإضافة إلى ذخيرة كونشيرتو القياسية، بل لقد أدت أعمال جديدة—كونشيرتو الكمان لنيكولاس والتسجيل الذي فاز بيل غرامي وأعطى العرض العالمي الأول للعمل في عام 1993.الجزء الذي كان يقوم به منفرداً على الصوت جون كوريليانو للفائزة بجائزة أوسكار عن فيلم والكمان الأحمر وظهرت أيضا في السيدات في لافندر. الجرس أيضاً ظهور له في الفيلم موسيقى من القلب، قصة عن قوة الموسيقى، مع عازفي الكمان بارزة أخرى.
صك بيل هو كمان ستراديفاريوس 300 عاما ودعا القوات المسلحة الرواندية السابقة Huberman جيبسون، الذي صدر في عام 1713 خلال ما يعرف باسم انطونيو استراديفاريوس الذهبي في عصر "." سرقت هذا الكمان مرتين من المالك السابق، برونيسلاف Huberman، وآخر مرة اللص اعترف الفعل على فراش الموت بل قد عقد ويعزف على آلة الكمان، وصاحبها في ذلك الوقت قال مازحا بيل الكمان يمكن يكون له لمدة أربعة ملايين دولار. بعد ذلك بوقت قصير، عن طريق الصدفة، بل جاء عبر كمان مرة أخرى واكتشفت أنها كانت على وشك أن تباع لرجل الصناعة الألمانية لتصبح جزءا من مجموعة. ووفقاً لموقع جوشوا بيل، بيل «كان عمليا في البكاء». جرس ثم باع سرا ستراديفاريوس منصبه الحالي، وتوم تايلور، لأكثر من ذلك بقليل من مليوني دولار، وحققت شراء Huberman السابق لجيبسون ما يقل قليلاً عن الدولار 4000000 السعر المطلوب. وكان أول تسجيل المحرز في Huberman السابقين جيبسون والرومانسية من الكمان (تحت الكلاسيكية سوني) في عام 2003. وباعت أكثر من 5000000 نسخة، وبقي في صدارة لمخططات الموسيقى الكلاسيكية ل 54 أسابيع. جوشوا بيل آخر يسمى فيفالدي: الفصول الأربعة، وأفرج عنه قرب نهاية صيف عام 2008. ومن ميزات وفور سيزونز، وأربعة concerti كتبها انطونيو فيفالدي الباروك الملحن.
جرس شريك الفني لأوركسترا سانت بول غرفة (ابتداء من موسم 2004-2005) وأستاذ زائر في الأكاديمية الملكية للموسيقى في لندن. ويعمل أيضا في لجنة اختيار الفنانين لتكريم مركز كنيدي، وهو أستاذ مساعد في معهد ماساتشوستس للتكنولوجيا. بيل مدير قتا طويلا إدنا لانداو، من الفنانين جي، تقاعد في خريف هذا العام. [بحاجة لمصدر] وقالت إنها كان يعمل مع بيل منذ سنوات المراهقة، وكان مدير اسحق بيرلمان، Matejak بيتر، هان هيلاري، لانغ لانغ، وPerahia موراي.
تم منح بيل فيشر أفيري جائزة على 10 أبريل 2007، في مركز لينكولن في مدينة نيويورك. وتمنح الجائزة مرة واحدة كل بضع سنوات لالعازفين الكلاسيكية لتحقيق المعلقة. وفي 3 مايو 2007، وجامعة إنديانا جاكوبس مدرسة للموسيقى وأعلن أن بيل قد انضم إلى هيئة التدريس كمحاضر كبير.
وتعاونت مع الملحن بيل الفيلم هانز زيمر من خلال توفير المعزوفات المنفردة لآلة الكمان الموسيقى التصويرية لفيلم 2009، ملائكة وشياطين، 2000 المأخوذ عن رواية دان براون التي تحمل الاسم نفسه.

## تجربة واشنطن بوست
في تجربة فضولية التي بدأتها واشنطن بوست كاتب جين ينغارتن، بيل ارتدى قبعة بيسبول ولعب باعتباره التخفي بوسكر الشوارع في محطة مترو الإنفاق مترو بلازا ينفن في واشنطن العاصمة يوم 12 يناير 2007. وكان شريط فيديو التجربة على الكاميرا الخفية، ما بين 1097 شخص الذين مروا به، توقف سبعة فقط للاستماع إليه، لأدائه ما يقرب من 45 دقيقة، جمعها بيل 32,17 دولار في الفترة من 27 المارة (باستثناء 20 دولاراً من المارة الذين تعرفوا عليه). فاز ينغارتن عام 2008 بجائزة بوليتزر لميزة الكتابة لمقالته على التجربة.

## اختيار ديسكغرفي
- ملائكة وشياطين السينمائية الأصل الموسيقى التصويرية، 2009

شارك جوشوا بيل، عازف الكمان
من الحان هانز زيمر
- أنطونيو فيفالدي: الفصول الأربعة، سوني بي إم جي روائع، 2008
- معاهدة الفضاء الخارجي نكاية، 2008
- وكونشرتو الكمان الأحمر، وسوني بي إم جي روائع، 2007
- وجوشوا بيل الأساسية، سوني بي إم جي روائع، 2007
- صوت الكمان، سوني الكلاسيكية، 2006
- جورج غيرشوين الخيال الجانب الغربي / قصة / والكمان الأحمر، وسوني الكلاسيكية، 2006
- بيوتر تشايكوفسكي إيليتش: كونشيرتو الكمان، مرجع سابق. 35 ؛ Melodie ؛ [دنس] روسية من بحيرة البجع (الفصل الثالث)، سوني الكلاسيكية، 2005
- السيدات ظهرت في الأصل لافندر الموسيقى التصويرية السينمائية، 2005 : جوشوا بيل، عازف الكمان
- رومانسية والكمان، سوني الكلاسيكية، 2003
- لودفيغ فان بيتهوفن ومندلسون فيليكس: القطع الموسيقية الكمان، سوني الكلاسيكية، 2002
- ليونارد بيرنشتاين: قصة الجانب الغربي من المدينة الجناح، سوني الكلاسيكية، 2001

جان سيبيليوس وغلدمرك * كارل: القطع الموسيقية الكمان، سوني الكلاسيكية، 2000
- الخيال غيرشوين، سوني الكلاسيكية، 1998

## وصلات خارجية
- جوشوا بيل على موقع IMDb (الإنجليزية)
- جوشوا بيل على موقع الموسوعة البريطانية (الإنجليزية)
- جوشوا بيل على موقع ميوزك برينز (الإنجليزية)
- جوشوا بيل على موقع إن إن دي بي (الإنجليزية)
- جوشوا بيل على موقع أول ميوزيك (الإنجليزية)
- جوشوا بيل على موقع ديسكوغز (الإنجليزية)

- الموقع الرسمي